# 郑洞天
郑洞天（1944年5月—），籍贯河南罗山，生于重庆，中国电影导演，1966年毕业于北京电影学院导演系，1976年回到北京电影学院导演系任教。1982年执导的电影《邻居》获第2届中国电影金鸡奖最佳影片奖。2003年凭借电影《台湾往事》荣获第十届中国电影华表奖优秀故事片奖和优秀导演奖。

## 导演作品

### 电视剧
- 1984年《老师》
- 1986年《父亲是变色龙》
- 1987年《拜师》
- 1987年《寻呼妈妈》
- 1989年《命运》
- 2000年《人情》

### 电影
- 1978年《火娃》
- 1979年《向导》
- 1981年《邻居》，第2届金鸡奖最佳影片奖，文化部优秀影片奖
- 1987年《鸳鸯楼》
- 1988年《秘闯金三角》，兼任摄影师
- 1992年《人之初》，第5届中国电影童牛奖最佳影片奖
- 1998年《故园秋色》，华表奖优秀故事片奖
- 2000年《刘天华》
- 2004年《台湾往事》，第10届华表奖优秀故事片奖和优秀导演奖，北京大学生电影节最佳导演奖，第23届金鸡奖最佳影片提名
- 2004年《郑培民》，第7届长春电影节最佳导演提名

## 荣誉
- 2005年 “国家有突出贡献电影艺术家”称号
- 2014年 第2届伦敦国际华语电影节终身成就奖
- 2015年 中国电影导演协会表彰大会杰出贡献导演奖